# 清流出版
清流出版株式会社（せいりゅうしゅっぱん、英語: SEIRYU PUBLISHING Co.,Ltd.）は、日本の出版社。1994年に創業した。
社長・編集長の加登屋陽一は、元ダイヤモンド社の編集者。主にノンフィクション作品を刊行している。また「中高年女性」をターゲットとした雑誌、月刊『清流』を刊行している。
フリー編集者高崎俊夫の編集による映画関連の書籍も多数刊行している。

## 所在地
〒101-0051 東京都千代田区神田神保町3-7-1　